# Metagoniochernes tomiyamai
Metagoniochernes tomiyamai är en spindeldjursart som beskrevs av Sato 1991. Metagoniochernes tomiyamai ingår i släktet Metagoniochernes och familjen blindklokrypare. Inga underarter finns listade i Catalogue of Life.